# ワシントン協定
ワシントン協定（わしんとんきょうてい, Washington Accord）とは、工科系高等教育機関(日本では大学・大学校の学部や高等専門学校の本科4年、5年と専攻科の1年、2年)の4年間の学科やコースなどの教育課程において、卒業時点で学生が身に付けるべき知識や能力を、加盟する団体が協定で定める「修了生としての知識・能力」の指標に沿って設置した認定基準に合致していることを審査し、その認定結果が実質的に同等である事を加盟団体間で認め合う国際協定である。
1989年に米国、カナダ、英国、オーストラリア、アイルランド、ニュージーランドの6カ国を代表する技術者教育認定団体が協定を結びスタートした。
2022年までに 香港、南アフリカ、日本、シンガポール、韓国、台湾、マレーシア、トルコ、ロシア、インド、スリランカ、中国、パキスタン、ペルー、コスタリカ、メキシコ、インドネシアの23の国・地域の認定団体が加盟し、暫定加盟の6団体（バングラデシュ、フィリピン、チリ、タイ、ミヤンマー、サウジアラビア）と合せて世界の人口の約7割の国と地域に広がっている。

## 加盟組織
各国における加盟組織は以下の通り
- 米国： Accreditation Board for Engineering and Technology （1989年）
- カナダ: Engineers Canada （1989年）
- 英国: Engineering Council UK  （1989年）
- オーストラリア: Engineers Australia （1989年）
- アイルランド: Engineers Ireland  （1989年）
- ニュージーランド: Engineering New Zealand (1989年)
- 香港: The Hong Kong Institution of Engineers  (1995年)
- 南アフリカ：The Engineering Council of South Africa (1999年)
- 日本：日本技術者教育認定機構  (2005年)
- シンガポール：Institution of Engineers Singapore (2006年)
- 韓国：Accreditation Board for Engineering Education of Korea  (2007年)
- 台湾：Institute of Engineering Education Taiwan (2007年)
- マレーシア：Board of Engineers Malaysia (2009年)
- トルコ：MÜDEK (2011年)
- ロシア：Association for Engineering Education of Russia (2012年)
- インド：National Board of Accreditation (2014年)
- スリランカ：Institution of Engineers Sri Lanka (2014年)
- 中国：China Association for Science and Technology  (2016年)
- パキスタン：Pakistan Engineering Council (2017年)
- ペルー：Instituto de Calidad y Acreditacion de Programas de Computacion, Ingenieria y Tecnologia  (2018年)
- コスタリカ：Colegio Federado de Ingenieros y de Arquitectos de Costa Rica (2020年)
- メキシコ：The Consejo de Acreditación de la Enseñanza de la Ingenieria (2022年)
- インドネシア：Persatuan Insinyur Indonesia (2022年)

加盟準備中（暫定加盟）の国および団体名は以下の通り
- チリ： Agencia Acreditadora Colegio De Ingenieros De Chile S A
- タイ：　Council of Engineers Thailand )
- バングラデシュ：　The Institution of Engineers Bangladesh
- フィリピン ：　Philippine Technological Council
- ミャンマー：　Myanmar Engineering Council
- サウジアラビア：　Education and Training Evaluation Commission